# Балка Годинова
Балка Годинова (охоронна зона 30 м) — ботанічний заказник місцевого значення. Об'єкт розташований на території Вільнянського району Запорізької області, Привільненська сільська рада.
Площа — 17,1 га, статус отриманий у 1992 році.